# Emma Weber
Emma Weber (* 13. Januar 2004 in Denver, Colorado) ist eine Schwimmerin aus den Vereinigten Staaten, die sich auf das Brustschwimmen spezialisiert hat. Bei Olympischen Spielen gewann sie einmal Gold. Bei Panamerikanischen Spielen erschwamm sie bis 2024 einmal Silber.

## Sportliche Karriere
Emma Weber ging in Colorado auf die Regis Jesuit High School und schwamm für den Denver Hilltoppers Club. Seit 2022 studiert und schwimmt sie an der University of Virginia.
Ihr internationales Debüt gab Weber bei den Panamerikanischen Spielen 2023 in Santiago. Sie wurde Fünfte über 100 Meter Brust und Sechste über 200 Meter Brust. Mit der 4-mal-100-Meter-Lagenstaffel gewann sie die Silbermedaille hinter der kanadischen Staffel.
Bei den US Trials 2024 konnte sich Weber als zweite Schwimmerin hinter Lilly King für die Olympiateilnahme über 100 Meter Brust qualifizieren. Bei den Olympischen Spielen 2024 in Paris schied Weber über 100 Meter Brust als 23. der Vorläufe aus. Für die Teilnahme am Halbfinale fehlte ihr eine Dreiviertelsekunde. In der Lagenstaffel erreichten Katharine Berkoff, Emma Weber, Alex Shackell und Kate Douglass das Finale mit der viertschnellsten Vorlaufzeit. Im Endlauf schwammen Regan Smith, Lilly King, Gretchen Walsh und Torri Huske einen neuen Weltrekord in 3:49,63 Minuten und hatten dreieinhalb Sekunden Vorsprung vor den Australierinnen. Alle acht beteiligten Schwimmerinnen aus den Vereinigten Staaten erhielten eine Goldmedaille.